# Ligota Mała (Niemcza)
Ligota Mała (deutsch Klein Ellguth) ist ein Dorf in der Stadt-und-Land-Gemeinde Niemcza (Nimptsch) im Powiat Dzierżoniowski in der Woiwodschaft Niederschlesien in Polen.

## Lage
Die Ortschaft liegt etwa sechs Kilometer südlich von Niemcza (Nimptsch), 20 Kilometer östlich von Dzierżoniów (Reichenbach), und 54 Kilometer südlich von Breslau.

## Geschichte
Der Ort wurde 1266 in einer Urkunde als „Elgot“ bzw. „Elegot“ bezeichnet. Der in Schlesien weit verbreitete Ortsname leitet sich vom tschechischen Wort Lhota (abgeleitet von lhůta – Gnadenfrist) ab. In den deutschen Siedlungsgebieten wurde der Name in Welhotten, Ölhütten, Ellgoth oder ähnlich eingedeutscht, in Schlesien ist heute die polnische Namensform Ligota gebräuchlich.   
Anfang des 14. Jahrhunderts war Grundherr der Ritter Dirsko „Sagittarius“, urkundlich 1306–1311, Erbherr auf Dirsdorf und Klein Ellguth. Seine Nachfahren nahmen den Namen Pfeil an, führten jedoch noch bis um 1600 den Namen „Dirschdorf“ weiter. Sigismund von Pfeil und Klein-Ellguth (1583–1635), Erbherr auf Klein Ellguth, war zum Ende des 16. Jahrhunderts Landesältester des Herzogtums Brieg. Mitte des 19. Jahrhunderts war der Besitzer Friedrich Ludwig Karl Graf von Pfeil und Klein Ellguth.   
Nach dem Ersten schlesischen Krieg fiel Klein Ellguth 1741/42 mit fast ganz Schlesien an Preußen. Die alten Verwaltungsstrukturen wurden aufgelöst und Klein Ellguth in den Kreis Nimptsch eingegliedert, mit dem es bis zu seiner Auflösung 1932 verbunden blieb. 1792 bestand Klein Ellguth aus einem Vorwerk, 22 Gärtnern, zwei Wassermühlen, drei Häuslern und 164 Einwohnern.
1845 zählte das Dorf 42 Häuser, 261 Einwohner (davon 17 katholisch und der Rest evangelisch), ein herrschaftliches Schloss mit Vorwerk, zwei Wassermühlen mit vier Einwohnern, 23 Leinwebstühle, eine Brennerei und fünf Handwerker. Klein Ellguth war evangelisch zur Kirche in Ober Dirsdorf gepfarrt und katholisch zur Kirche in Nimptsch. Zur Gemeinde gehörte das Buschhaus, bestehend aus zwei Häusern mit zwölf evangelischen Einwohnern, die zur Kirche in Ober Dirsdorf gepfarrt waren. In der Nähe befand sich der Grenzstein zwischen den Fürstentümern Schweidnitz, Brieg und Münsterberg der im Beisein der drei Fürsten gesetzt wurde.  
Nach der Auflösung des Kreises Nimptsch 1932 wurde Klein Ellguth dem Landkreis Reichenbach/Eulengebirge zugeteilt. Als Folge des Zweiten Weltkriegs fiel Klein Ellguth mit dem größten Teil Schlesiens 1945 an Polen. Nachfolgend wurde es in Ligota Mała umbenannt. Die deutsche Bevölkerung wurde – soweit sie nicht schon vorher geflohen war – vertrieben. Die neu angesiedelten Bewohner stammten teilweise aus Ostpolen, das an die Sowjetunion gefallen war.